# 海洋 (人工衛星)
海洋（Haiyang, HY）は、国家海洋局（SOA）の国家衛星海洋応用センターが運用する中国の海洋観測衛星シリーズである。
1号から3号まで3種類のシリーズがあり、これまでに3機が打ち上げられ、2機が運用中である。風雲気象衛星、資源衛星とともに、長期的かつ安定的に運用可能な観測システムとして計画されている。2007年の時点では、海洋1号を4機、海洋2号を1機の合計5機の打ち上げが計画されていた。今後、陸海観測衛星業務発展計画に基づき、2020年までに海洋1号を4機、海洋2号を2機、海洋3号を2機の合計8機が打ち上げられる予定である。

## 海洋1号
海洋1号（HY-1, 海洋水色衛星）はCAST968衛星バスを元にした初のリモートセンシング衛星であり、本体はボックス型で重量365kgの小型衛星で設計寿命は2年である。中国航天科技集団公司が開発を行い、同型のセンサーを持つ1号Aと1号Bの2基が回帰日数7日の太陽同期準回帰軌道に投入された。
OCTS（中分解能スペクトル放射計）とCZI（可視赤外イメージング放射計）を搭載しており、主に中国近海の海洋資源や環境の観測、海洋災害の予防などに活用される。
海洋1号Aが2002年5月15日に、海洋1号Bが2007年4月11日に打ち上げられた。海洋1号Aは設計寿命よりやや早く、2004年4月に運用を終了した（運用期間685日間）。

### 観測機器
- COCTS（China Ocean Colour & Temperature Scanner） - 中分解能スペクトル放射計
- CZI（Coastal Zone Imager） - 可視赤外イメージング放射計

| 打ち上げ時間（UTC）    | 名称     | NSSDC ID  | ロケット | 射場 | 近地点-遠地点（km） | 周期（分） | 傾斜角 | 備考             | 資料   |
| ---------------------- | -------- | --------- | -------- | ---- | ------------------- | ---------- | ------ | ---------------- | ------ |
| 2002年5月15日 01:50:00 | 海洋1号A | 2002-024A | 長征4号B | 太原 | 851.0 - 872.0       | 102.2      | 98.8   | 風雲1号Dと相乗り | [ 8 ]  |
| 2007年4月11日 03:27:00 | 海洋1号B | 2007-010A | 長征2号C | 太原 | 782.0 - 815.0       | 100.8      | 98.6   |                  | [ 9 ]  |
| 2014年以降（予定）     | 海洋1号C |           |          |      |                     |            |        |                  | [ 10 ] |
| 2014年以降（予定）     | 海洋1号D |           |          |      |                     |            |        |                  | [ 11 ] |
| TBD                    | 海洋1号E |           |          |      |                     |            |        |                  |        |
| TBD                    | 海洋1号F |           |          |      |                     |            |        |                  |        |

## 海洋2号
海洋2号（HY-2, 海洋動力環境衛星）は海面の風向、波と海洋の流れを全面的に観測できる次世代機で、2007年の会議で海洋2号が研究開発の段階に入ったことが明らかにされた。海洋環境のモニタリングと調査を主な任務とし、海洋災害の予報・警報ほか、海洋科学研究、海洋環境予報、世界的な気候変動研究に利用される予定。中国航天科技集団公司所属の中国空間技術研究院が開発し、国家海洋局が運用を行う。
海洋2号Aは重量1.5トン、設計寿命は3年である。観測機器としてMWI（マイクロ波マルチチャンネル放射計）、ALT（二周波レーダー高度計）、KU-RFSCAT（Kuバンドレーダー散乱計）の3種を搭載している。2011年8月15日、太原衛星発射センターから長征4号によって打ち上げられ、回帰日数14日の太陽同期軌道に投入された。
また海洋2号Aは中国初の衛星レーザー通信装置を搭載しており、これを用いたデータ送信に2011年11月成功した。

### 観測機器
- MWRI（Microwave Radiometer Imager） - 直下観測マイクロ波マルチチャンネル放射計
- ALT（Radar Altimeter） - 2周波レーダー高度計
- KU-RFSCAT（Ku-band Rotational Fan-beam Scatterometer） - ペンシルビーム・コニカルスキャン・レーダー散乱計
- DORIS（Doppler Orbitography and Radiopositioning Integrated by Satellite） - 衛星測位システム
- LRA（Laser Retroreflector Array） - レーザ反射アレイ

| 打ち上げ時間（UTC）     | 名称     | NSSDC ID  | ロケット | 射場 | 近地点-遠地点（km） | 周期（分） | 傾斜角 | 備考 | 資料          |
| ----------------------- | -------- | --------- | -------- | ---- | ------------------- | ---------- | ------ | ---- | ------------- |
| 2011年8月15日 22:57:00  | 海洋2号A | 2011-043A | 長征4号B | 太原 | 972.8 - 974.3       | 104.4      | 99.4   |      | [ 17 ] [ 18 ] |
| 2018年10月24日 22:57:00 | 海洋2号B | 2018-081A | 長征4号B | 太原 |                     |            |        |      | [ 19 ]        |
| 2020年9月21日 05:40:00  | 海洋2号C | 2020-066A | 長征4号B | 酒泉 |                     |            |        |      | [ 20 ]        |
| 2021年5月19日 04:03:00  | 海洋2号D | 2021-043A | 長征4号B | 酒泉 |                     |            |        |      | [ 21 ]        |

## 海洋3号
海洋3号（HY-3, 海洋監視観測衛星）は、合成開口レーダーを搭載したSAR衛星で、2015年に打ち上げ予定の高分3号で実証した技術が継承される予定である。数値標高モデル（DEM）の作成、地殻変動のモニタリングを主なミッションとするほか、海洋2号と連携して海面高度の測定を行う。海洋3号は2019年に打ち上げられる予定である。
| 打ち上げ時間（UTC） | 名称     | NSSDC ID | ロケット | 射場 | 近地点-遠地点（km） | 周期（分） | 傾斜角 | 備考 | 資料 |
| ------------------- | -------- | -------- | -------- | ---- | ------------------- | ---------- | ------ | ---- | ---- |
| 2019年（予定）      | 海洋3号A |          |          |      |                     |            |        |      |      |
| TBD                 | 海洋3号B |          |          |      |                     |            |        |      |      |